# Alex Ranghieri
Alex Ranghieri (Pordenone, 18 de junio de 1987) es un deportista italiano que compite en voleibol, en la modalidad de playa. Ganó una medalla de plata en el Campeonato Europeo de Vóley Playa de 2015.

## Palmarés internacional
| Campeonato Europeo | Campeonato Europeo   | Campeonato Europeo | Campeonato Europeo |
| Año                | Lugar                | Medalla            | Pareja             |
| ------------------ | -------------------- | ------------------ | ------------------ |
| 2015               | Klagenfurt (Austria) | Medalla de plata   | Adrian Carambula   |